# رضا آریا (زندانی سیاسی)
رضا آریا (زادهٔ ۱۳۵۸) یکی از بازداشت‌شدگان خیزش سراسری ایران در سال ۱۴۰۱ است که به اتهام لگد زدن به کتف یک بسیجی به نام روح‌الله عجمیان در دادگاه انقلاب استان البرز که ۹ آذر تشکیل شد همراه با ۱۵ نفر دیگر به محاربه متهم شده‌است.

## واکنش‌ها
علیرضا آخوندی، نماینده مجلس سوئد، اعلام کرد که «کفالت سیاسی» رضا آریا را بر عهده می‌گیرد.